# Amphiascoides brevifurca
Amphiascoides brevifurca är en kräftdjursart som först beskrevs av Czerniavski.  Amphiascoides brevifurca ingår i släktet Amphiascoides och familjen Diosaccidae. Inga underarter finns listade i Catalogue of Life.